# Annick Hector
Annick Hector, coniugata Travart (16 aprile 1947), è un'ex cestista francese.

## Carriera
Con la Francia ha disputato i Campionati europei del 1972, segnando 5 punti in 2 partite.